# Junkers Ju 90
Die Junkers Ju 90 war ein viermotoriges Flugzeug des deutschen Herstellers Junkers Flugzeug- und Motorenwerke in Dessau. Das Muster wurde von 1937 bis 1939 gebaut und nach dem Firmensitz der Junkers-Werke auch Der große Dessauer genannt.

## Entwicklung
Die Ju 90 war ein Verkehrsflugzeug, das aus dem Bomber Ju 89 entwickelt wurde. Dazu erhielt die Ju 90 einen verbreiterten Rumpf, um 40 Passagiere unterbringen zu können, sowie eine geänderte Motorenanlage. Entwicklungsbeginn war im Januar 1936, der Erstflug der V1 erfolgte am 28. August 1937. Diese ging jedoch bereits am 7. Februar 1938 bei einem Versuchsflug verloren. Die V2 flog versuchsweise im Mai und Juni 1938 in einer 100-Stunden-Erprobung bei der Deutschen Luft Hansa A.G. (DLH). Sie stürzte bei einem Start in Bathurst auf einer Verkaufstournee nach Südamerika am 26. November 1938 ab, wobei ein Großteil der Personen an Bord ums Leben kam. Die DLH erhielt vor Kriegsbeginn die V3 und die V4 sowie vier Flugzeuge der insgesamt zehn Flugzeuge umfassenden Kleinserie. Weitere vier Flugzeuge dieser Serie wurden bis Mai 1940 an die DLH geliefert. Die restlichen zwei Flugzeuge waren durch die südafrikanische South African Airways bestellt worden, konnten bei Kriegsbeginn aber nicht mehr ausgeliefert werden und wurden daher von der Luftwaffe als Transporter übernommen. Die Ju 90 V5 und V6 erhielten neue Tragflächen und stärkere Motoren, um die Mängel der Ju 90 der Kleinserie zu beheben. Die V5 sollte dabei als Musterflugzeug für die DLH-Ausführung (Ju 90 B) dienen, während die V6 die Transportausführung für die Luftwaffe darstellte, wobei sowohl die V5 als auch die V6 als Innovation eine hydraulisch zu betätigende Laderampe im Heck aufwiesen, die insbesondere zum schnellen Be- und Entladen mit Fahrzeugen gedacht war. Der Rumpf der V6 wurde 1942 für den Bau der Ju 390 V1 verwendet. Da sich der neue Flügel nicht bewährte, erhielten die folgenden V7 und V8 neue Außenflügel und einen verlängerten Rumpf. Insbesondere unterschieden sie sich von ihren Vorgängern durch die Verwendung der Trapoklappe, mit der die Beladung auch großer Lasten durch den Rumpfboden erfolgen konnte. Die folgenden V9 und V10 wurden gestrichen, und die V11 als Neuentwicklung Ju 290 V1 weitergeführt. Damit wurden insgesamt 18 Ju 90 gebaut.

## Lufthansa-Einsatz

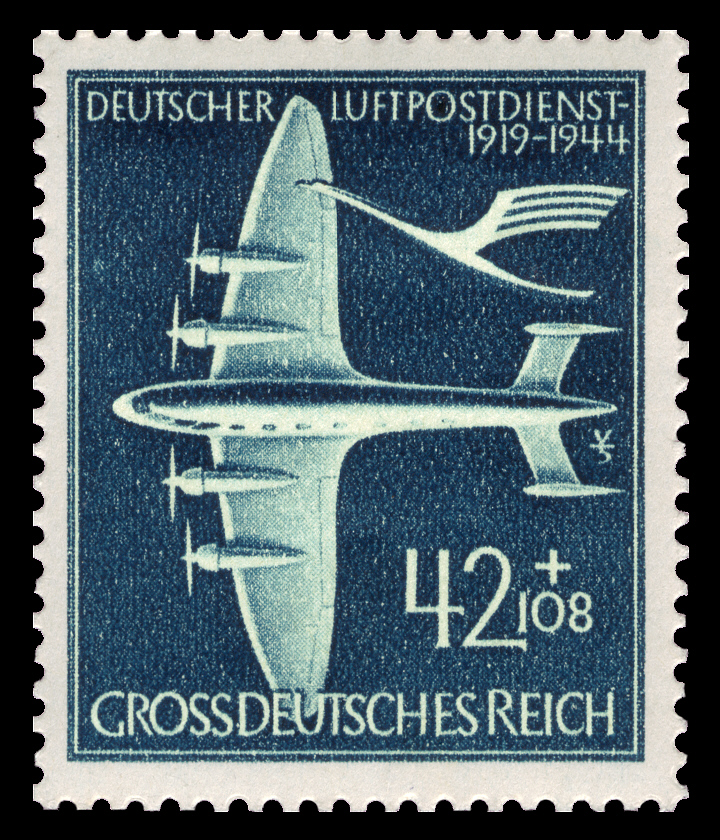
Junkers Ju 90 auf einer Briefmarke der Deutschen Reichspost von 1944 aus der Serie „25 Jahre Deutscher Flugpostdienst“ mit dem Logo der Lufthansa.

Bei der Lufthansa gehörte die Ju 90 in den Jahren 1940 und 1941 zu den drei wichtigsten Flugzeugen im Planverkehr. 1942 musste der größte Teil der Flugzeuge an die Luftwaffe abgegeben werden, die sie bis Kriegsende als Transporter einsetzte. Das letzte Lufthansa-Flugzeug ging bei einem Luftangriff auf Stuttgart-Echterdingen am 9. August 1944 verloren. Insgesamt flog die Ju 90 bei der DLH 3,8 Mio. Kilometer im Planverkehr. Zwischen dem 15. April 1940 und 15. Juli 1940 führte die DLH den „Frachtsonderdienst Wien“ durch. Dabei flog sie mit reichseigenen Flugzeugen auf der Strecke Wien–Viterbo–Barcelona Wolframerz und Zinn aus Spanien ins Reich. Nach dem Waffenstillstand mit Frankreich konnte die Strecke über Lyon geführt werden, bis am 20. August 1940 wieder der normale Luftverkehr mit Spanien aufgenommen werden konnte. Der schwerste Unfall der DLH erfolgte mit der Ju 90 D-AVMF, die am 8. November 1940 bei Brauna wegen Vereisung abstürzte. Dabei kamen 23 Passagiere und sechs Besatzungsmitglieder ums Leben.

## Militärischer Einsatz

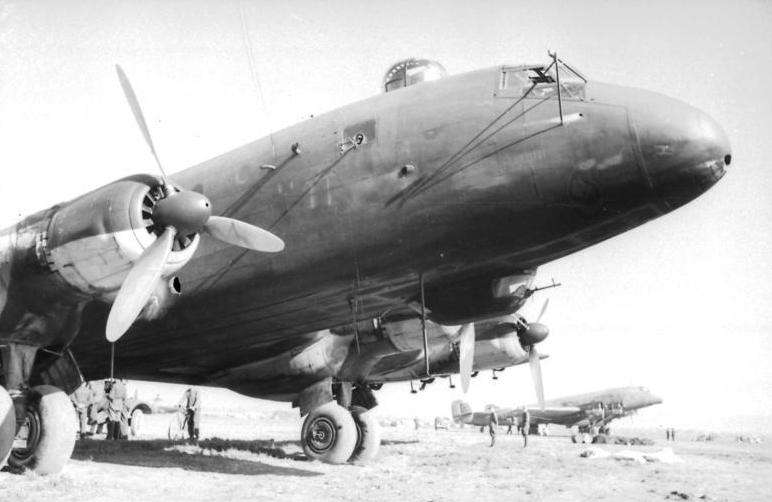
Zwei Ju 90 auf einem italienischen Flugfeld, März 1943

Beim Unternehmen Weserübung, der Besetzung von Dänemark und Norwegen, flogen sechs Ju 90 in der 4./KGr. z. b. V. 105 als Transporter. Drei Ju 90 mit ihren Lufthansa-Besatzungen wurden im Mai 1941 zur Luftwaffe abkommandiert und flogen Transporte während der deutschen Unterstützung des irakischen Aufstands gegen die britische Besatzungsmacht. Zwei Flugzeuge wurden als Schleppflugzeuge für den Lastensegler Me 321 eingesetzt. Im Februar 1942 wurden alle verfügbaren Ju 90 zusammengezogen, um im Nordabschnitt der Ostfront Versorgungsflüge, u. a. für Demjansk, durchzuführen. Im November 1942 wurden die Ju 90 zu Versorgungsflügen im Mittelmeer eingesetzt, bevor sie im Januar 1943 zur Stalingradversorgung an die Ostfront verlegt wurden. Danach wurden die Ju 90 im Rahmen der Lufttransportstaffel (LTS) 290 im Mittelmeerraum verwendet. Nach dem Verlust von Nordafrika wurde die Staffel im Juli 1943 nach Mühldorf am Inn verlegt. Kurze Zeit später erfolgte die Umbenennung in LTS 5, da keine Ju 290 mehr vorhanden waren. Im Frühjahr 1944 flog die LTS 5 bei der Evakuierung der Krim ihre Einsätze. Im September 1944 wurde sie dem TG 4 angegliedert und half bei der Räumung von Griechenland im September und Oktober 1944. Die letzten Flugzeuge wurden bei Kriegsende zerstört.

## Versuche zur Luftbetankung
Ab 1943 betankte in der Deutschen Forschungsanstalt für Segelflug (DFS) unter der Leitung von Felix Kracht eine viermotorige Junkers Ju 90 und auch später eine sechsmotorige Ju 390 eine zweimotorige Focke-Wulf Fw 58 erfolgreich bei Luftbetankungsversuchen im Flug. Diese Versuche wurden aber aus Treibstoffmangel, einem der Hauptprobleme der damaligen deutschen Luftwaffe, im Jahr darauf wieder eingestellt.

## Versionen
- V1: W.-Nr. 4913, 4 × DB 600A (1050 PS)
- V2: W.-Nr. 4914, 4 × BMW 132 H/1 (830 PS)
- V3: W.-Nr. 4915, 4 × BMW 132 H/1
- V4: W.-Nr. 4916, 4 × BMW 132 H/1, ab Ende 1942 4 × Jumo 211 F (1200 PS)
- Kleinserie: W.-Nr. 900001-010, 8 Flugzeuge für die DLH mit BMW 132 H/1, 2 Flugzeuge für SAA mit Pratt&Whitney Twin Wasp SC-G (W.-Nr. 0002 und 0004, 1200 PS)
- V5: W.-Nr. 4917, 4 × BMW 132 M (970 PS), neue Tragfläche, neuartige hydraulisch betriebene Laderampe im Heck zur Mitnahme von Fahrzeugen
- V6: W.-Nr. 4918, 4 × BMW 139 (1500 PS), neue Tragfläche, 1942 für Umbau in Ju 390 V1 verwendet
- V7: W.-Nr. 4919, 4 × BMW 801 A (1560 PS), geänderte Tragfläche, längerer Rumpf
- V8: W.-Nr. 4920, 4 × BMW 801, geänderte Tragfläche, längerer Rumpf
- V9 und V10: nicht gebaut
- V11 und V13: wurden Ju 290
- V12: W.-Nr. 900001 beim Einsatz für die Waffenerprobung bei der Erprobungsstelle Tarnewitz

## Kriegspropaganda
Zur Verwirrung der Gegner wurden oft falsche Informationen verbreitet. Dies betraf auch Ju 90 und Ju 290. Für Autoren von Fachbüchern ist es daher schwer, echte von gefälschten Aussagen zu unterscheiden und sie sind daher auf viele, zum Teil widersprüchliche Quellen angewiesen. Beispiele: Die angeblich mit der Ju 90 erzielten Höhenweltrekorde mit Zuladung wurden tatsächlich im Juni 1938 von der Ju 89 V2 erflogen. Der Hinweis auf die Ju 90 erfolgte lediglich aus Propagandagründen. Das einzige Flugzeug, das in ein anderes umgebaut wurde, war die V6. Die Ju 90 wurde nicht erst nach Absetzung der Ju 89 entwickelt.

## Technische Daten

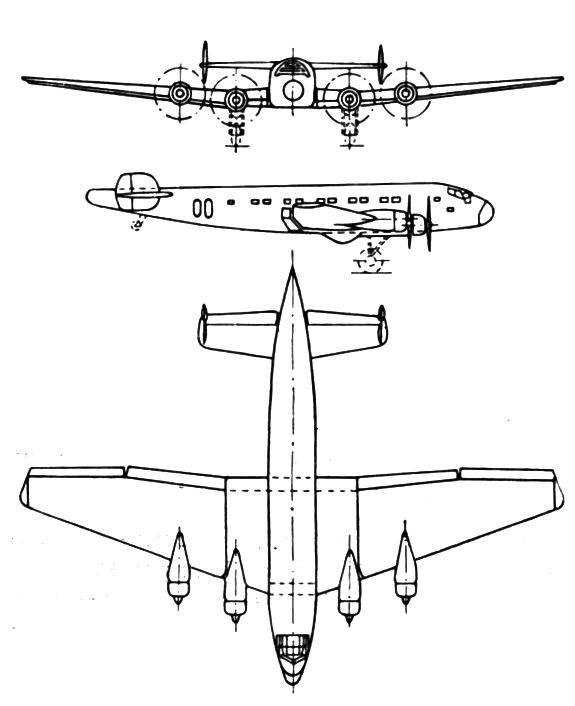
Dreiseitenriss Ju 90

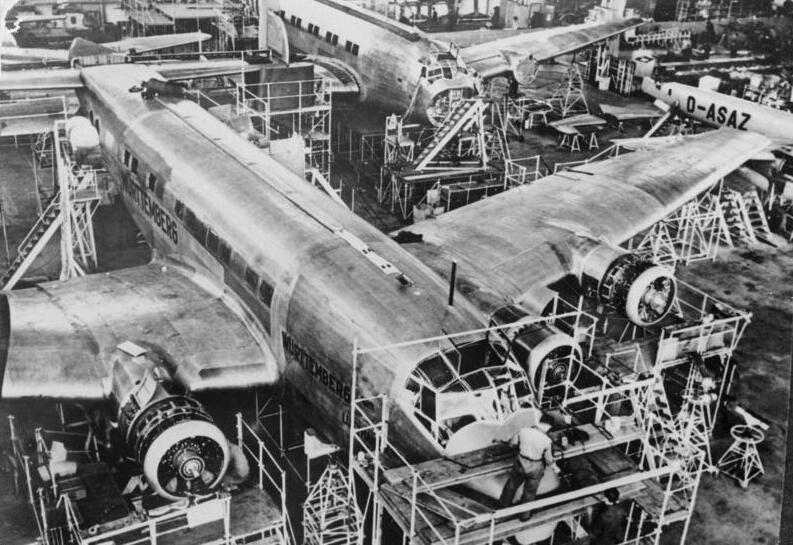
Fertigung der Ju 90 in den Dessauer Junkers-Werken, 1938

| Kenngröße                   | Daten (Ju 90 V3)                                              |
| --------------------------- | ------------------------------------------------------------- |
| Besatzung                   | 3 (Pilot, 2. Pilot, Funker) + 1–2 Flugbegleiter               |
| Länge                       | 26,45 m                                                       |
| Spannweite                  | 35,27 m                                                       |
| Höhe                        | 7,05 m                                                        |
| Flügelfläche                | 184 m²                                                        |
| Flügelstreckung             | 6,8                                                           |
| Leermasse                   | 13.580 kg                                                     |
| Rüstmasse                   | 15.890 kg                                                     |
| Zuladung                    | 7.090 kg                                                      |
| Nutzlast                    | 4.100 kg                                                      |
| max. Startmasse             | 22.980 kg                                                     |
| Triebwerke                  | vier 9-Zylinder-Sternmotoren BMW 132H                         |
| Startleistung Dauerleistung | je 830 PS (610 kW) bei 2.250/min 690 PS (507 kW) bei 2100/min |
| Höchstgeschwindigkeit       | 350 km/h in 1.100 m Höhe                                      |
| Reisegeschwindigkeit        | 320 km/h in 3.000 m Höhe                                      |
| Landegeschwindigkeit        | 109 km/h                                                      |
| Steigzeit                   | 23,5 min auf 4.000 m Höhe                                     |
| Dienstgipfelhöhe            | 4.900 m                                                       |
| Reichweite                  | 1540 km                                                       |
| Flugdauer                   | 4,8 h                                                         |
| Startstrecke                | 600 m                                                         |